# Gryllus
Genre
Gryllus est un genre d'insectes orthoptères de la famille des Gryllidae, de la sous-famille des Gryllinae.

## Distribution
Les espèces de ce genre se rencontrent en Europe, en Afrique, en Asie et en Amérique.

## Liste des espèces
Selon Orthoptera Species File (26 mars 2010) :
Sous-genre Gryllus (Gryllus) Linnaeus, 1758
- Gryllus abditus Otte & Peck, 1997
- Gryllus abingdoni Otte & Peck, 1997
- Gryllus abnormis Chopard, 1970
- Gryllus alogus Rehn, 1902
- Gryllus amarensis (Chopard, 1921)
- Gryllus ambulator Saussure, 1877
- Gryllus argenteus (Chopard, 1954)
- Gryllus argentinus Saussure, 1874
- Gryllus armatus Scudder, 1902
- Gryllus assimilis (Fabricius, 1775) - Grillon des steppes
- Gryllus ater Walker, 1869
- Gryllus barretti Rehn, 1901
- Gryllus bellicosus Otte & Cade, 1984
- Gryllus bicolor Saussure, 1874
- Gryllus bimaculatus De Geer, 1773 - Grillon provençal
- Gryllus braueri (Karny, 1910)
- Gryllus brevicaudus Weissman, Rentz, Alexander & Loher, 1980
- Gryllus bryanti Morse, 1905
- Gryllus campestris Linnaeus, 1758 - Grillon champêtre
- Gryllus capitatus Saussure, 1874
- Gryllus carvalhoi (Chopard, 1961)
- Gryllus cayensis Walker, 2001
- Gryllus chaldeus (Uvarov, 1922)
- Gryllus chappuisi (Chopard, 1938)
- Gryllus chichimecus Saussure, 1897
- Gryllus cohni Weissman, Rentz, Alexander & Loher, 1980
- Gryllus comptus Walker, 1869
- Gryllus conradti (Bolívar, 1910)
- Gryllus contingens Walker, 1869
- Gryllus darwini Otte & Peck, 1997
- Gryllus debilis Walker, 1871
- Gryllus firmus Scudder, 1902
- Gryllus fultoni (Alexander, 1957)
- Gryllus fulvipennis Blanchard, 1851
- Gryllus galapageius Scudder, 1893
- Gryllus genovesa Otte & Peck, 1997
- Gryllus insularis Scudder, 1876
- Gryllus integer Scudder, 1901
- Gryllus isabella Otte & Peck, 1997
- Gryllus jallae Giglio-Tos, 1907
- Gryllus jamaicensis Walker, 2009
- Gryllus kapushi Otte, 1987
- Gryllus krugeri Otte, Toms & Cade, 1988
- Gryllus lineaticeps Stål, 1861
- Gryllus luctuosus (Bolívar, 1910)
- Gryllus madagascarensis Walker, 1869
- Gryllus marchena Otte & Peck, 1997
- Gryllus maunus Otte, Toms & Cade, 1988
- Gryllus maximus (Uvarov, 1952)
- Gryllus meruensis Sjöstedt, 1909
- Gryllus miopteryx Saussure, 1877
- Gryllus multipulsator Weissman, 2009
- Gryllus mundus Walker, 1869
- Gryllus mzimba Otte, 1987
- Gryllus namibius Otte & Cade, 1984
- Gryllus nyasa Otte & Cade, 1984
- Gryllus opacus Chopard, 1927
- Gryllus ovisopis Walker, 1974
- Gryllus parilis Walker, 1869
- Gryllus pennsylvanicus Burmeister, 1838
- Gryllus personatus Uhler, 1864
- Gryllus peruviensis Saussure, 1874
- Gryllus pinta Otte & Peck, 1997
- Gryllus quadrimaculatus Saussure, 1877
- Gryllus rixator Otte & Cade, 1984
- Gryllus rubens Scudder, 1902
- Gryllus scudderianus Saussure, 1874
- Gryllus sibiricus (Chopard, 1925)
- Gryllus signatus Walker, 1869
- Gryllus subpubescens (Chopard, 1934)
- Gryllus texensis Cade & Otte, 2000
- Gryllus urfaensis Gumussuyu, 1978
- Gryllus veletis (Alexander & Bigelow, 1960)
- Gryllus vernalis Blatchley, 1920
- Gryllus vicarius Walker, 1869
- Gryllus vocalis Scudder, 1901
- Gryllus zaisi Otte, Toms & Cade, 1988

Sous-genre Gryllus (Homaloblemmus) Saussure, 1877
- Gryllus rhinoceros Gorochov, 2001
- Gryllus zambezi (Saussure, 1877)

Sous-genre indéterminé
- Gryllus alexanderi Otte & Cowper, 2007
- Gryllus arijua Otte & Perez-Gelabert, 2009
- Gryllus bermudensis Caudell, 1903
- Gryllus brevecaudatus (Chopard, 1961)
- Gryllus mandevillus Otte & Perez-Gelabert, 2009
- †Gryllus lineiceps Zeuner, 1939
- †Gryllus oligocaenicus Cockerell, 1921
- †Gryllus schindewolfi Zeuner, 1937
- †Gryllus vetus Cockerell, 1921
- †Gryllus vociferans Cockerell, 1925